# Dick’s Picks Volume 8
Dick’s Picks Volume 8 ist ein Live-Dreifachalbum der Band Grateful Dead.

## Geschichte
Die Songs vom Album wurden am 2. Mai 1970 in der Binghamton University in Binghamton, New York, aufgenommen und am 2. Juni 1997 mit dem eigenen Label Grateful Dead Records veröffentlicht.
Wie bei den meisten Alben der Dick’s Picks-Serie wurde Konzertmaterial aus den 70ern verwendet. Mit Dick’s Picks Volume 8 wird abermals ein komplettes Konzert wiedergegeben, wobei das erste Set (wiedergegeben auf der ersten CD) rein akustisch ist.
Zeitlich gesehen fand das Konzert zwischen den beiden Studioalben Aoxomoxoa (1969) und Workingman’s Dead (1970) statt. Zwischenzeitlich wurde auch das Livealbum Live/Dead (1969) herausgegeben. Von Aoxomoxoa wurden die Songs St. Stephen und Cosmic Charlie verwendet. Wie auch Live/Dead ist auch Dick’s Picks Volume 8 And We Bid You Goodnight (von Sarah Doudney) enthalten. Von Workingman’s Dead wurde der spätere Klassiker Uncle John's Band verwendet, des Weiteren wurden die Songs Dire Wolf, Cumberland Blues, Black Peter und Casey Jones live eingeübt und getestet. Workingman’s Dead war schon zu diesem Zeitpunkt aufgenommen, auch wenn die Veröffentlichung erst Monate später stattfand. Auf diesem Konzert konnten die Deadheads zum ersten Mal den Song Friend of the Devil, der erst später auf dem Album American Beauty (November 1970) veröffentlicht wurde.
Auf dem Konzert wurden die Deads von den The-New-Riders-of-the-Purple-Sage-Mitgliedern David Nelson und John Dawson unterstützt, die jedoch weitgehend im Hintergrund bleiben.
Auffällig bei diesem Konzert/Album ist, dass die Deads die Konzertbesucher mit in die Show einbeziehen, mit ihnen Scherzen und auch in ihre Mitte gehen bzw. Besucher auf die Bühne holen.
Der Name Dick’s Pick stammt vom offiziellen Aufnahmearchivist der Band Dick Latvala, der die Serie startete und die Songs dazu bis zu seinem Tod 1999 auswählte.

Wie die bisherigen Alben der Dick’s Pick-Serie ist auch dieses mit einer Caveat-emptor-Warnung versehen:

„These compact discs were mastered directly from the original half track 7.5 ips analog tapes recorded at this show. The acoustic set was recorded in stereo. The electric sets were monaural. While the reason for this remains a mystery, spurious electrical activity is suspected.“

## Kritik
Neben Dick’s Picks Volume 4 gilt Dick’s Picks Volume 8 als eines der besten Dick’s Picks-Alben. Es erhielt vom All Music Guide 4,5, vom Rolling Stone und The Music Box jeweils 5 von 5 Sternen.

## Trackliste

### CD 1
1. Don't Ease Me In (traditionelles Lied) – 4:38
2. I Know You Rider (traditionelles Lied) – 7:53
3. Friend of the Devil (Garcia, Hunter) – 5:57
4. Dire Wolf (Garcia, Hunter) – 4:56
5. Beat It on Down the Line (Jesse Fuller) – 3:13
6. Black Peter (Garcia, Hunter) – 7:02
7. Candy Man (Garcia, Hunter) – 1:43
8. Cumberland Blues (Garcia, Hunter, Lesh) – 5:47
9. Deep Elem Blues (traditionelles Lied) – 7:30
10. Cold Jordan (traditionelles Lied) – 2:34
11. Uncle John's Band (Garcia, Hunter) – 6:28

### CD 2
1. St. Stephen (Garcia, Hunter, Lesh) – 3:33
2. Cryptical Envelopment (Garcia) – 1:54
3. Drums (Hart, Kreutzmann) – 3:28
4. The Other One (Kreutzmann, Weir) – 13:56
5. Cryptical Envelopment (Garcia) – 8:59
6. Cosmic Charlie (Garcia, Hunter) – 7:22
7. Casey Jones (Garcia, Hunter) – 4:45
8. Good Lovin'  (Rudy Clark, Arthur Resnick) – 15:10

### CD 3
1. It's a Man's Man's Man's World (James Brown, Bert Jones, Betty Jean Newsome) – 10:04
2. Dancing in the Street (Marvin Gaye, Ivy Jo Hunter, William Stevenson) – 15:48
3. Morning Dew (Bonnie Dobson, Tim Rose) – 12:40
4. Viola Lee Blues (Noah Lewis) – 16:36
5. We Bid You Goodnight (traditionelles Lied) – 4:59